# Проспект Злуки (Тернопіль)
Проспект Злуки — магістральна вулиця у місті Тернопіль, важлива транспортна артерія, яка сполучає масив «Сонячний» з іншими районами, в тому числі центром міста.
Починається від кільця біля «Текстильника» і закінчується на перетині з вулицею 15 Квітня, продовжується вулицею Романа Купчинського. Довжина — приблизно 2,3 км.
До проспекту Злуки примикають вулиці Галицька, Спортивна, на кільці розгалужена вулицями Генерала Мирона Тарнавського та Євгена Коновальця, після кільця до проспекту примикають вулиці Патріарха Любомира Гузара та Богдана Лепкого.
З правої сторони проспекту розташований парк Національного відродження.

## Історія
У період ранньої історії Тернополя територія сучасного проспекту була далеко за межами міста. На мапах фон Міґа (1779 — 1783) чітко видно Старозбаразьку дорогу (сучасна вул. Збаразька), яка вела з Тернополя до Шляхтинців і далі до Збаража, а також невеликі просілкові дороги навколо неї. В середині XIX ст. сформувалася нова дорога до Збаража (сучасна вул. 15 Квітня), яка відгалужувалася від Смиковецької дороги (сучасний просп. Бандери) в районі сучасного Збаразького кільця. 
У низині долини річки Рудки проходила вулиця Вертепна, яка приблизно відповідала вул. Галицькій, але тягнулася далі паралельно сучасному проспекту Злуки аж до парку Національного відродження. З двох сторін вулицю оточували поля та поодинокі промислові підприємства. У міжвоєнний період біля Вертепної (в районі сучасної вул. Спортивної) розміщувалося стрільбище тернопільського гарнізону (пол. Strzelnica Garnizonowa).
Під час боїв за Тернопіль 31 березня 1944 року з району проспекту Злуки і висот сучасного Сонячного масиву починався наступ радянських військ на німецький сектор оборони «Схід», який закріпився на висотах в районі сучасної обласної лікарні та Східного масиву. Досить швидко Червона армія змогла прорвати оборону на цій ділянці і вже до кінця 1 квітня полки 302-ї стрілецької дивізії зайняли всю територію Старого парку та впритул підійшли зі сходу до залізниці.
В сучасному вигляді вулиця постала починаючи з кінця 1960-х рр., коли було збудовано «Текстерно» і перші будинки від початку до перетину з вул. Тарнавського. Частина вулиці після Тарнавського виникла вже наприкінці 1970-х — початку 1980-х рр., коли почалась забудова Сонячного масиву. У 1978 р. по правій стороні вулиці було закладено Комсомольський парк (тепер парк Національного відродження).

## Пам'ятники
- Пам'ятний знак правоохоронцям області, які віддали своє життя при виконанні службового обов'язку
- Пам'ятний знак воїнам-землякам, які загинули під час війни в Афганістані

Пам'ятник жертвам чорнобильської катастрофи та інших аварій, пов'язаних з ядерною енергією  - Пам'ятник жертвам чорнобильської катастрофи
Пам'ятник жертвам чорнобильської катастрофи
  - Пам'ятник жертвам чорнобильської катастрофи

## Установи
- Тернопільобленерго
- Тернопільелектропостач
- магазин «Універсам»
- кафе «Золотий ключик»
- бібліотека № 5 для дітей
- церква Івана Богослова (УГКЦ)
- школа № 21
- Духовний центр імені Данила Галицького і Свято-Троїцький кафедральний собор (УПЦ КП)
- торговий центр «Ювілейний»

## Транспорт
Проспект є однією з найінтенсивніших магістралей міста. Тут курсує багато одиниць пасажирського транспорту, зокрема, автобуси № 13, 14, 15, 16, 19, 20, 20А, 22, 22А, 25, 27, 30, 35, 36, 38, 39, тролейбуси № 3, 5, 6, 7, 8, 9, 10. Є 10 зупинок громадського транспорту.